# کولاتزون
کولاتزون (به ایتالیایی: Collazzone) یک کومونه در ایتالیا است که در استان پروجا واقع شده‌است.

## خصوصیات
کولاتزون ۵۵٫۸۱ کیلومترمربع مساحت و ۳٬۴۱۶ نفر جمعیت دارد و ۴۶۹ متر بالاتر از سطح دریا واقع شده‌است.